# Voy a hablar de la esperanza
Voy a hablar de la esperanza es una película de Argentina en blanco y negro  dirigida por Carlos Borcosque según el guion de Carlos F. Borcosque (h) y Carlos Borsani que se estrenó el 1 de julio de 1966 y que tuvo como protagonistas a Inda Ledesma, Alfredo Alcón, Raúl Rossi y Carlos Borsani. Fue filmada en 1964.

## Sinopsis
Un  escritor joven quiere hacer un cine distinto y presenta a un director un argumento dividido en 3 episodios.

## Reparto
- Inda Ledesma
- Alfredo Alcón
- Raúl Rossi
- Carlos Borsani
- Lydia Lamaison
- Virginia Lago
- Horacio Casals
- Joe Borsani
- Maruja Lopetegui
- Lucio Ernesto Faletty
- Luis Manuel de la Cuesta
- Jorge Alfonsín
- Michele Bonnefoux
- Leopoldo Verona

## Comentarios
La Nación señaló:

”Pintura irónica, amarga y de tintes voluntariamente recargados que ofrece la corrupción imperante en ciertos ambientes del quehacer cinematográfico”.

La Razón dijo:

”Atentan contra la calidad del film, reconocidas sus buenas intenciones, la desigualdad en el tratamiento de las escenas, la ingenuidad de ciertos simbolismoas y el empleo de ciertos recursos que utilizan los jóvenes que quieren demostrar algo”.

Manrupe y Portela escriben:

”Película póstuma de Borcosque, que sobre el marco de un cine melodramáticamente enfrentado al cine comercial con canciones de la nueva ola, vuelve a las historias de chicos: hay uno que protege a un ladrón perseguido, un lustrabotas que prefiere la calle a vivir con su siniestra benefactora, y un tercero que quiere cuidar la tumba de su madre.”